# Feeley Peak
Feeley Peak (in lingua inglese: Picco Feeley) è un picco roccioso antartico, alto 1.730 m, situato 6 km a nordovest dello Sheets Peak, tra il Ghiacciaio Davisville e il Ghiacciaio Quonset, sul versante settentrionale del Wisconsin Range della catena dei Monti Horlick, nei Monti Transantartici, in Antartide.
Il picco è stato mappato dall'United States Geological Survey (USGS) sulla base di rilevazioni e foto aeree scattate dalla U.S. Navy nel periodo 1960-64.
La denominazione è stata assegnata dall'Advisory Committee on Antarctic Names (US-ACAN), in onore di Keith E. Feeley, meccanico che faceva parte del gruppo che ha trascorso l'inverno 1959 presso la Stazione Byrd.